# Georg Jahn (Maler)
Georg Jahn (* 5. Mai 1869 in Meißen; † 18. November 1940 in Loschwitz) war ein deutscher Maler und Graphiker. In seiner 40-jährigen Schaffenszeit entstanden über 350 Radierungen, die zur Renaissance der künstlerischen Graphik in Dresden um 1900 beitrugen.

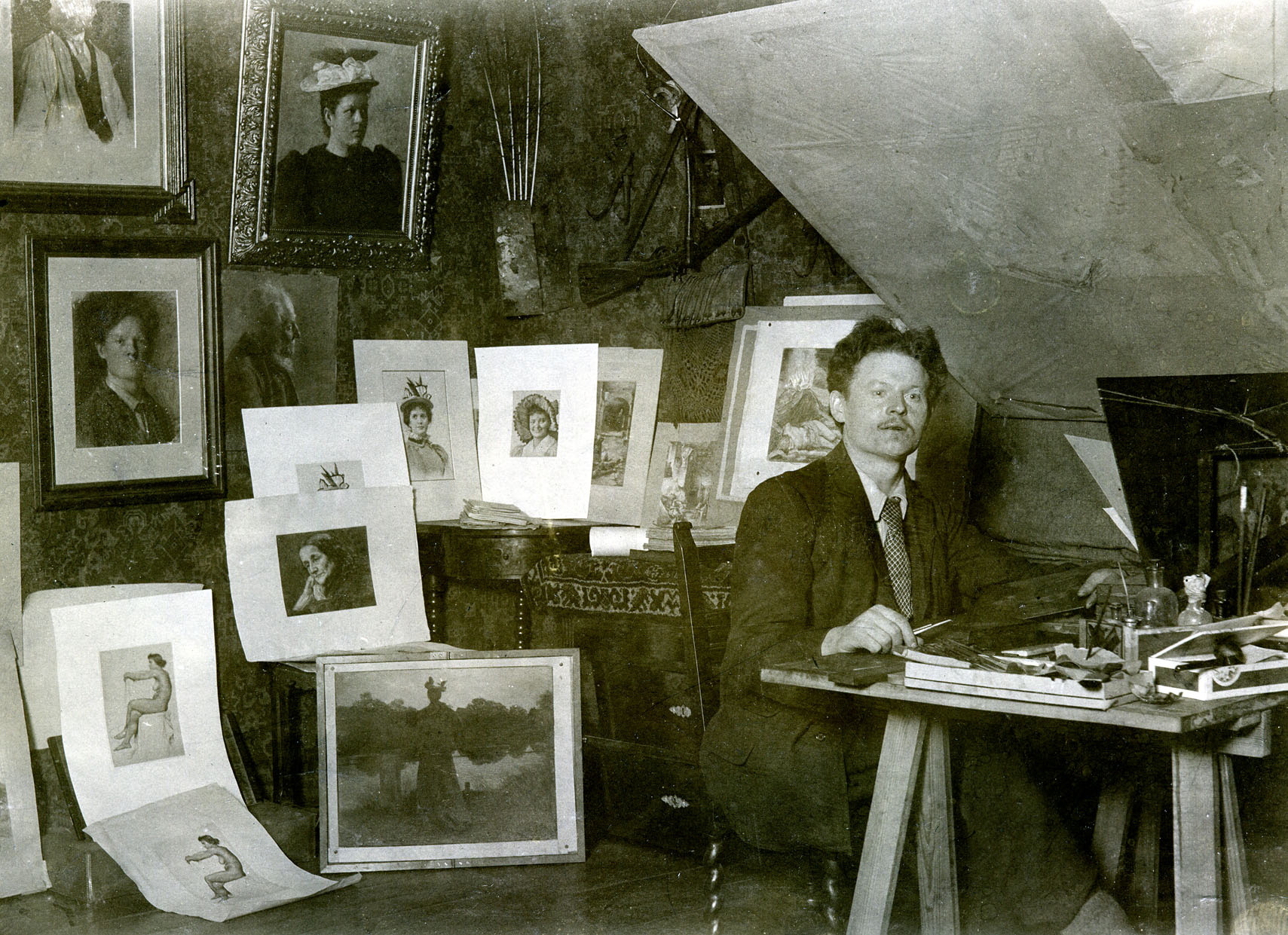
Georg Jahn in seinem Atelier um 1899

## Rezeptionsgeschichte Georg Jahns

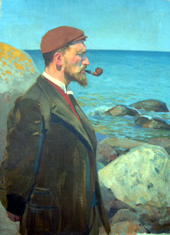
Max Pietschmann: Der Radierer Georg Jahn

### Die Verschollene Generation
Der Künstler Georg Jahn gehört ähnlich wie seine Graphik schaffenden Dresdner Zeitgenossen Paul Baum, Georg Erler, Otto Fischer, Georg Lührig, Richard Müller, Sascha Schneider, Robert Sterl, Hans Unger, Walter Zeising und Oskar Zwintscher zu jener „verschollenen Generation“ von Künstlern um 1900, die maßgeblichen Einfluss auf die Kunstszene Dresdens hatten, jedoch durch die Schnelllebigkeit, der folgenden Stilentwicklungen kunsthistorisch in Vergessenheit geraten sind. Georg Jahn ist einer der wenigen, der in Sammlerkreisen über die Zeit bekannt geblieben ist.

### Die Druckgraphik in Dresden zur Lebenszeit Georg Jahns
Anfang der 1870er Jahre, in der Jugendzeit Georg Jahns, setzte nach dem Deutsch-Französischen Krieg 1871 in der Residenzstadt Dresden eine stürmische kulturelle Entwicklung ein. An der Kunstakademie Dresden und in der freien Künstlerschaft herrschte noch der Gegensatz zwischen den komponierenden Münchnern, die einer spätnazarenisch-klassizistischen Kartonkunst huldigten und den Düsseldorfern, die sich längst überholten, literarischen und geschichtlichen Stoffen widmeten und als Koloristen galten, wie beispielsweise die Maler Julius Hübner und Adolph Ehrhardt, die größerenteils nach „Schulrezepten“ malten.
Der Akademische Rat, diese konservative städtische Kunstbehörde Dresdens und besonders Ernst Hähnel, förderten an der Akademie bis in das letzte Viertel des 19. Jahrhunderts die klassisch-idealistische Linie. Diese einflussreiche Institution stand Bestrebungen ablehnend gegenüber, die realistisch oder modern-koloristisch waren und auch „malerisch“ genannt wurden.
Durch die Berufung des Belgiers Ferdinand Pauwels 1876, der bis 1872 an der Kunstakademie in Weimar wirkte, kam ein Vertreter des gemäßigten Kolorismus nach Dresden. Er trat an die Spitze des Meisterateliers für Historien- und Genremalerei und zog den hervorragenden Porträtisten Leon Pohle 1877 nach Dresden, der den Studierenden im Malsaal der Akademie die neue malerische Richtung näher brachte. Der Gegensatz zwischen idealistischer und neuer realistischer Richtung in der Dresdner Kunstszene wurde immer deutlicher.
In dieses Spannungsfeld kam Georg Jahn, als ihn die Meißner Porzellanmanufaktur als Stipendiat auf die Dresdner Kunstakademie schickte.
Erst die vernichtende Kritik an dem Dresdner Kunstbeitrag auf der Internationalen Kunstausstellung in Berlin 1891 bewog die maßgebenden Kreise in Dresden Reformen mit dem Ziel einer freien Entfaltung aller modernen Strömungen zuzulassen. So erfuhr die künstlerische graphische Kunst in Dresden erst in den neunziger Jahren eine Erneuerung.

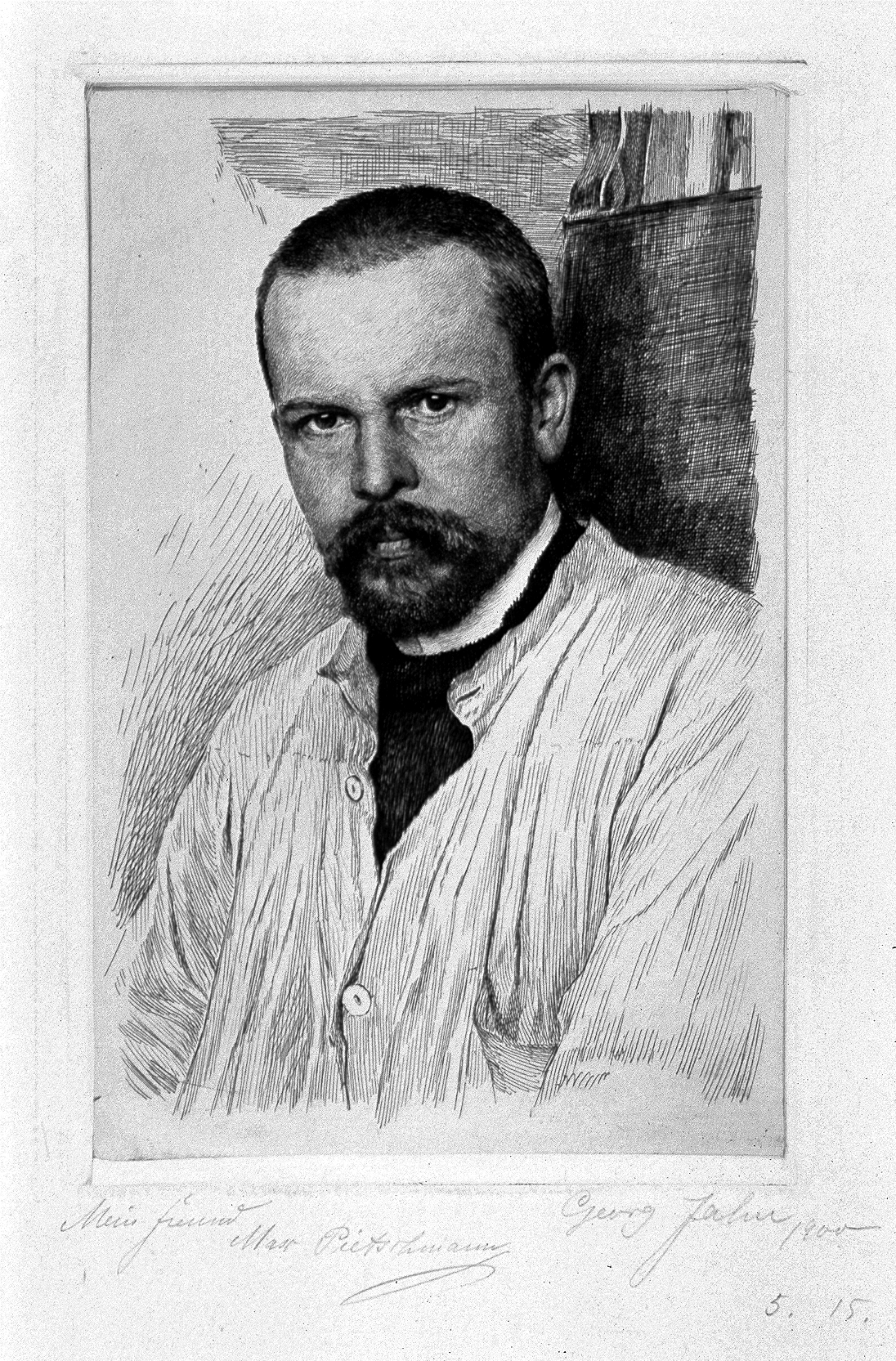
Georg Jahn. Porträt Max Pietschmann

Wie einst die Maler Millet, Rousseau und Corot im Walde von Fontainebleau sich dem Naturstudien widmeten, trafen sich, etwa ab 1890, junge Dresdner Künstler im Gerbergrund, einem idyllischen Tal bei Goppeln nahe Dresden, besonders im Frühling zu Naturstudien, wie Paul Schumann in einem Aufsatz über die Dresdner Malerei festhielt:

Georg Jahn. Porträt Georg Müller-Breslau

„In diesem Streben fanden sich zusammen die Maler Carl Bantzer, Paul Baum, Wilhelm Georg Ritter, Georg Müller-Breslau, Wilhelm Claudius, Georg Lührig, Max Pietschmann, Carl Mediz, Emilie Mediz-Pelikan, später auch Robert Sterl, Hans Unger, Sascha Schneider, Richard Müller und Georg Jahn.“

Bald wurden die gegensätzlichen Ansichten der Künstler zur alten Kunstgenossenschaft so groß, dass sie im Februar 1894 in der sächsischen Residenz einen neuen Künstlerbund gründeten, den „Verein bildender Künstler Dresden (Sezession)“.
Damit begann 1895 eine umfassende Reform des gesamten Dresdner Kunstlebens, die sich in ihrer lokalen Ausprägung bis 1914 in charakteristischen Arbeiten in den Stilrichtungen Neuromantik, Neoklassizismus, Neoimpressionismus, Brückemaler- und Jugendstil äußerte und dadurch einen wertvollen Beitrag zur gesamten deutschen Malerei leistete.

### Künstlerische Entwicklungsgeschichte

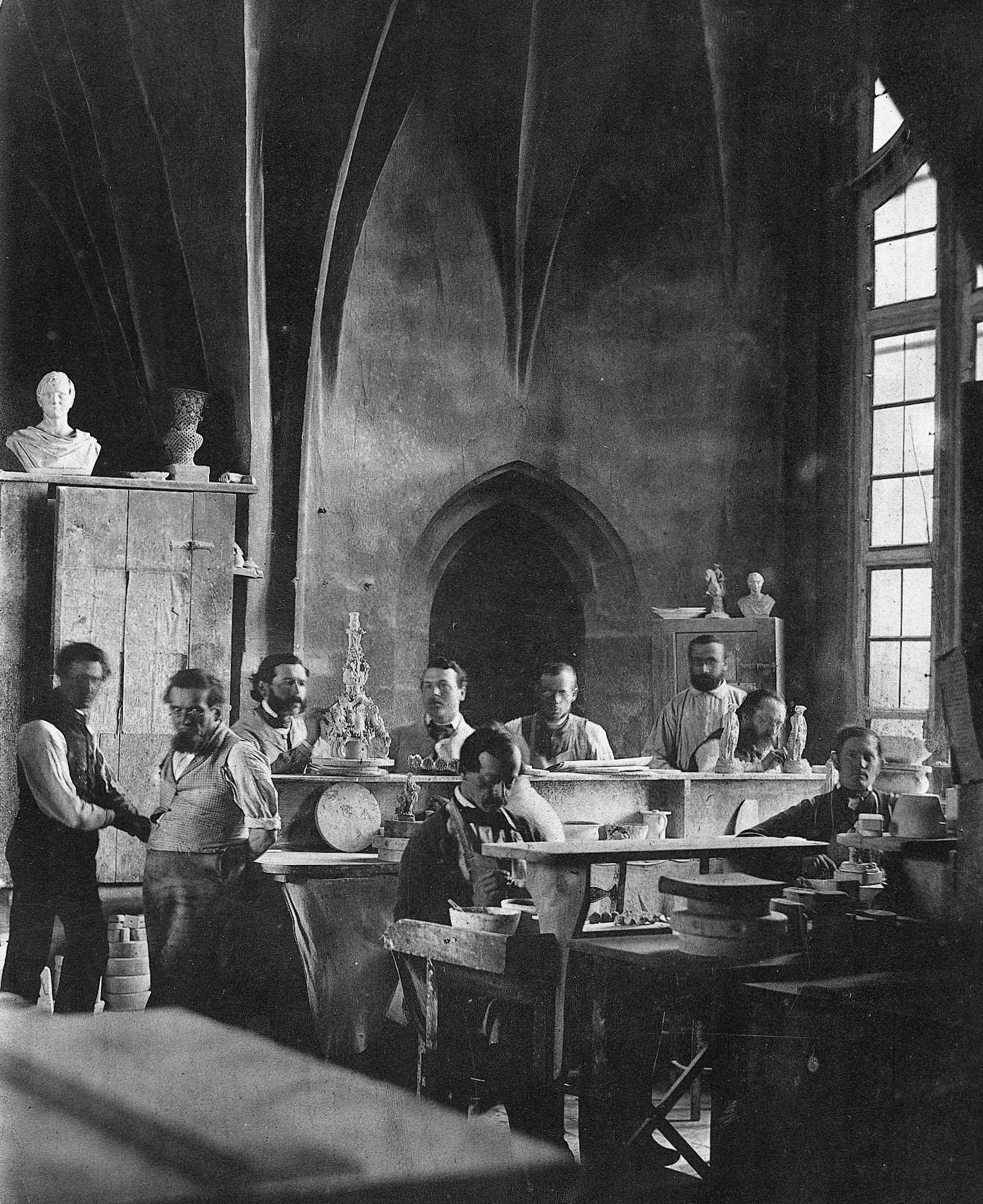
Meißner Porzellanmanufaktur in der Burg bis 1867

Georg Jahn. Weiblicher Akt 1897

Georg Jahn wuchs in einem Elternhaus auf, das über Generationen mit der Kunst des Malens und Formens in Verbindung stand. Sein Großvater, Christian Gottlieb Jahn, war Anfang des 19. Jahrhunderts Aufsichtsbeamter der königlichen Porzellanmanufaktur zu Meißen. Sein Vater, Karl August Moritz Jahn war Bossierer (Blumenmodelleur) und dessen Brüder Ernst und Robert waren Figurenmaler an der Manufaktur, die bis 1867 noch ihren Sitz auf der markgräflichen Burg zu Meißen hatte.
Georg Jahn wurde am 5. Mai 1869 in der alten Bischofsstadt Meißen geboren und der Familientradition folgend schon mit 14 Jahren Porzellanmaler an der Porzellanmanufaktur zu Meißen. In den folgenden fünf Jahren (1883–1888) an der Meißner Manufaktur erkannte man seine künstlerische Begabung und schickte ihn als Stipendiat auf die Dresdner Kunstakademie (1888–1890). Im Malsaal von Leon Pohle, dem ausgezeichneten Porträtisten, lernte er die Hohe Schule des Porträtierens kennen.
1890 verließ Georg Jahn die Akademie und ging zur Abrundung seiner künstlerischen Ausbildung für ein Jahr (1891) an die Großherzoglich Sächsische Kunstschule nach Weimar zu Prof. Max Thedy, einem hervorragenden Bildnis- und Interieurmaler.

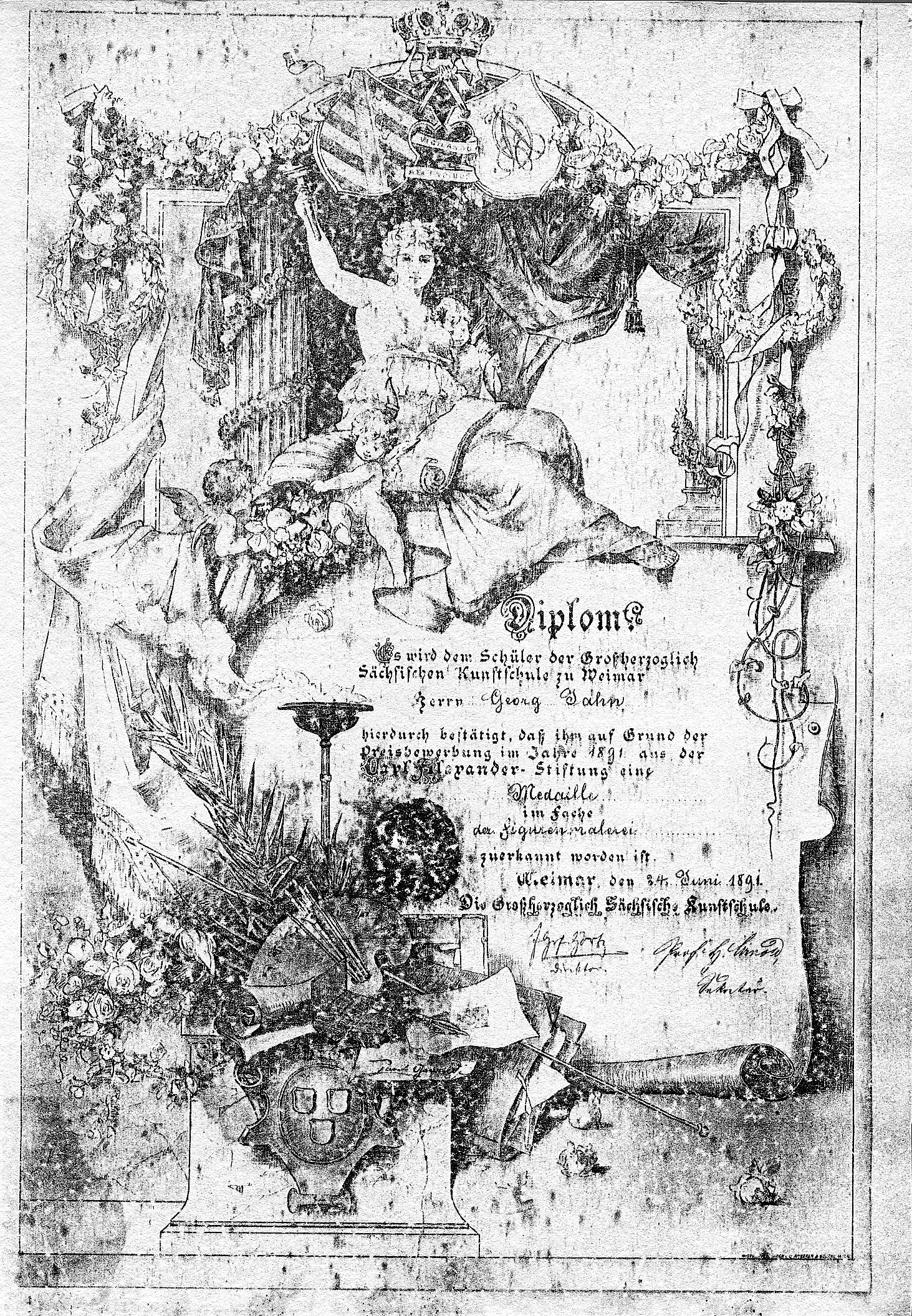
1891 bekam Georg Jahn im Fach „Figurenmalerei“ ein Diplom

Georg Jahn. Trauernde Frau 1897

Als Schüler dieser Kunstschule wurde seine Begabung im Fach der Figurenmalerei erkannt und 1891 mit einer Medaille aus der Karl Alexander-Stiftung gewürdigt.
Nach vorübergehendem Aufenthalt in Berlin (1894/95), Leipzig und München (1895/96) und längerer Tätigkeit als Illustrator und Porträtist ließ sich Jahn 1897 in Loschwitz nieder.
1902 schloss er sich dem neuen Künstlerbund, dem „Verein Bildender Künstler Dresdens“ (Sezession) an. In dieser Zeit wies ihm der in Dresden ansässig gewordene Maler und bester Freund, Max Pietschmann, den Weg zur Radierung. Nach einigen ersten Radierversuchen entstand noch im Jahr 1897 sein erstes großes Werk, jener schöne sitzende „Weibliche Akt“ im Profil, an dem schon das Realistische seines Sehens und Gestaltens sichtbar wird. Er blieb bei der Beobachtung der äußeren Form nicht stehen. Schon ein weiteres Blatt, „Betende, trauernde alte Frau“, ebenfalls 1897 entstanden, zeigt wie er die inneren Werte sichtbar macht.

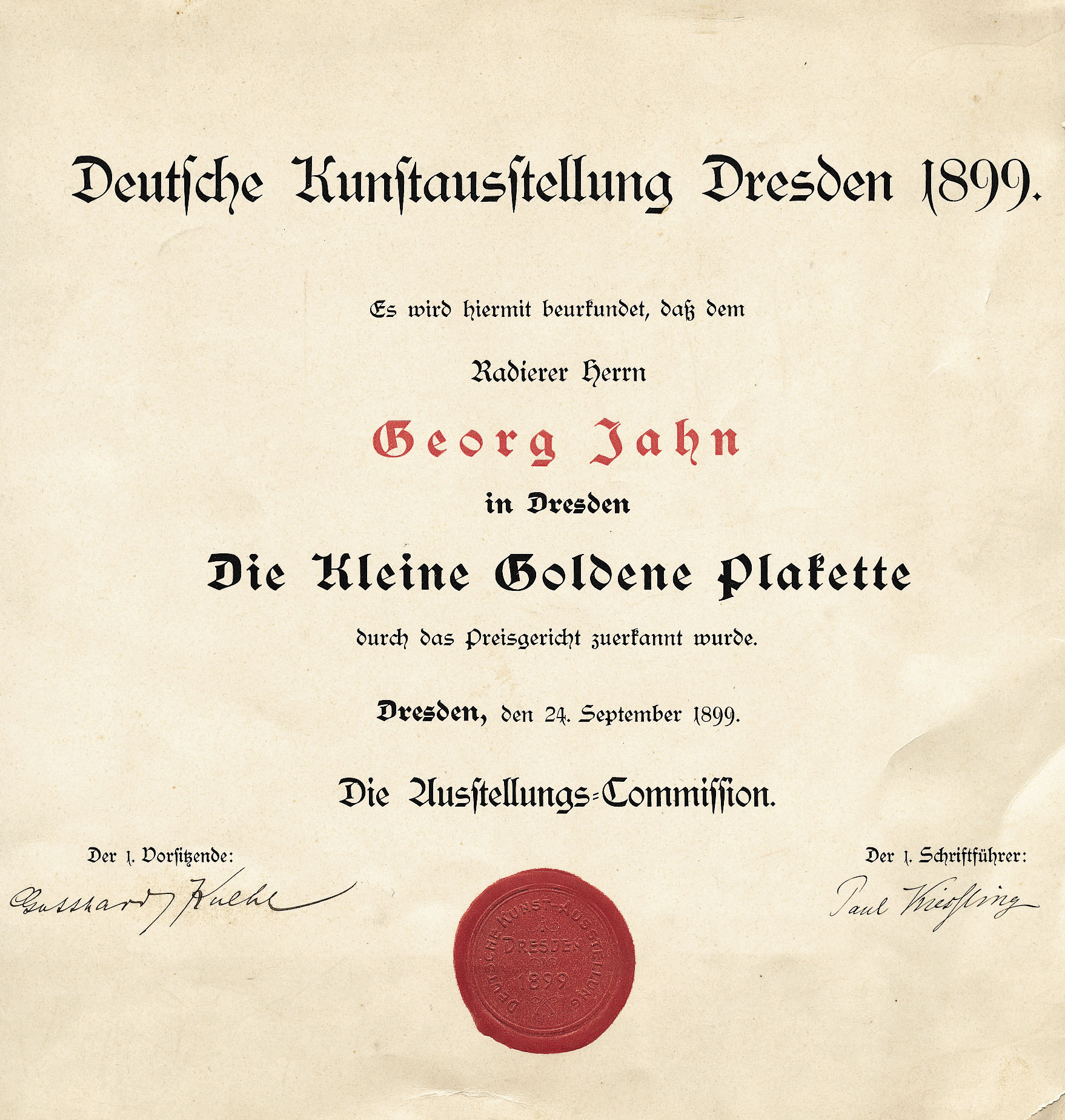
Die Kleine Goldene Plakette wurde Georg Jahn 1899 verliehen.

1899 bekam er auf der Deutschen Kunstausstellung in Dresden „Die Kleine Goldene Plakette“ (Dressler 1930; 467) zuerkannt. Im selben Jahr, am 21. September 1899, heiratete er Johanne Goltzsche in Loschwitz. Die ersten Jahre wohnten sie in einer der Atelierwohnungen im Künstlerhaus Dresden-Loschwitz. In dieser Zeit schulte er sich an Otto Fischers Landschaftsradierungen. Ein Beispiel ist der Zyklus „Meeresstrand“ WVZ 44, zwölf Federzeichnungen, die bei Fischer und Franke ca. 1905 publiziert wurden. Aber sein eigentliches Interesse galt eindeutig der menschlichen Figur, vor allem im Bildnis.

Georg Jahn. 2 polnische Juden 1902

Georg Jahn. Die Frankfurter Bohnenrunde 1907

1904, schon nach siebenjähriger Tätigkeit in seinem Fach, sah und fühlte der Betrachter, in seiner Arbeit „Zwei polnische Juden“, die sichere Beherrschung des großen Formats und die einfache und doch delikate Durchbildung des Zeichnerischen. Georg Jahn war ein beliebter und anerkannter Porträtist Dresdens. Das zeigen unter anderen die Radierungen von Wilhelm II., Paul von Hindenburg, Staatsminister Dr. F. Kaiser, Geheimer Rat Dr. P. Vogel, Amtshauptmann Freiherr Fritz von Nidda. Neben diesen Persönlichkeiten hat er viele Dresdner aus der Kunstszene porträtiert: Prof. Hermann Prell, Prof. Dr. Geipel, Komponist Gottlieb Heinrich Noren, Max Pietschmann, Georg Müller-Breslau und andere. Er war auch außerhalb Sachsens bekannt, wie unter anderen die Radierung „Die Frankfurter Bohnenrunde“ bezeugt.

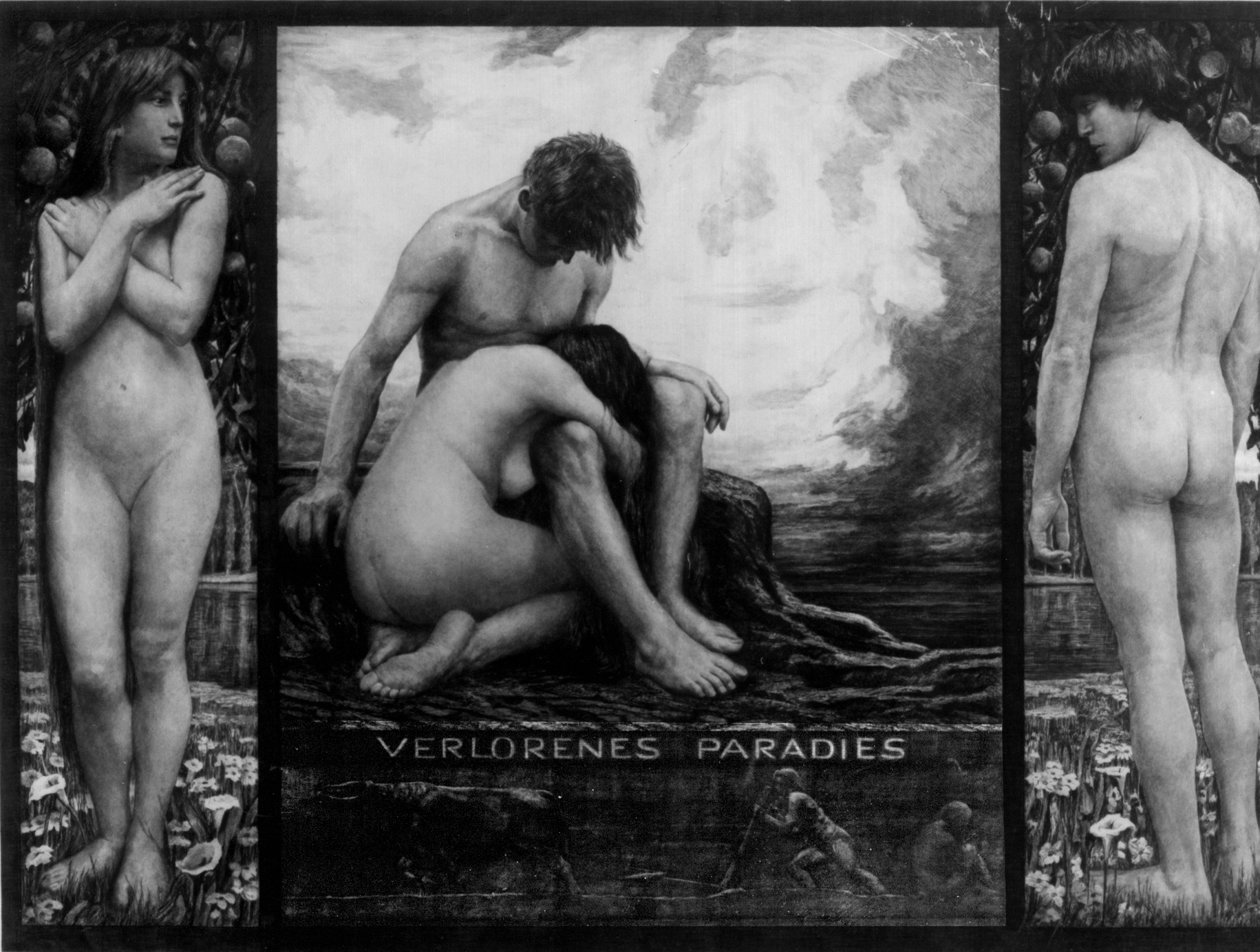
Georg Jahn. Verlorenes Paradies, 1906

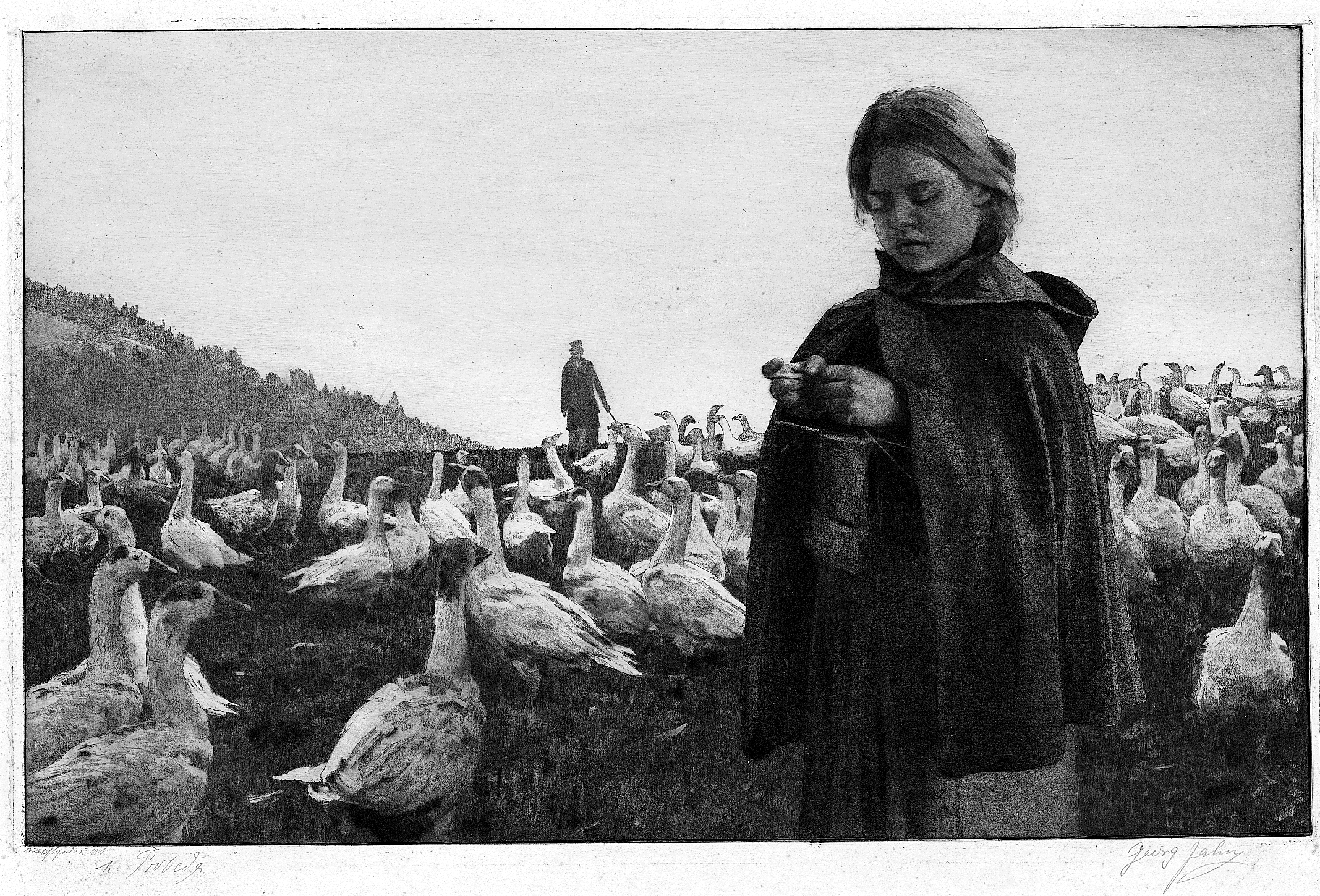
Georg Jahn. Gänsemädel 1910

1914 wurde ihm in Dresden die „Sächsische Staatsmedaille“ verliehen (Dressler 1930;467). Georg Jahn hat als einziger Graphiker in Dresden in allen künstlerischen Bildgattungen gearbeitet, in Historienmalerei (siehe Abbildung, Verlorenes Paradies, WVZ 71), Bildnis, Porträt, Genremalerei (siehe Abbildung, Gänsemädel WVZ 81) und Landschaftsmalerei. Sein besonderes Interesse galt jedoch immer der menschlichen Figur, vor allem dem Bildnis. Von der „malerischen“, jede Effektmöglichkeit ausnutzenden Handhabung der früheren Jahre löste er sich und kam allmählich zu seinem enthaltsamen graphischen Radierstil. Der Stilwandel ist deutlich in den holländischen Blättern nachvollziehbar.
Ein letzter Höhepunkt in Georg Jahns Werk waren eine Reihe von Tierzeichnungen. Der Radierer Georg Jahn hat sich nicht auf eine bestimmte zeitgenössische Kunstströmung festlegen lassen, weder konservativ noch avantgardistisch, dazu war er zu sehr Realist. Sein kunsthistorischer Beitrag wurde am deutlichsten durch Erich Haenel wiedergegeben:

„…nicht als einer der auf nie gekannten Pfaden uns zu neuen Reichen der Anschauung führte, nicht als ein gewappneter, der die Tradition zerschmettert, um auf ihren Trümmern den Kampf mit der Zukunft aufzunehmen – aber als ein rüstiger und fester Wahrheitkünder und Schönheitsucher von deutschem Fleiß und deutscher Ehrlichkeit…“

Zurückführen könnte man Erich Haenels Worte auf den Philosophen Xenokrates von Athen, Mitte des dritten Jahrhunderts v. Chr., ein Schüler Platons, der die antike Kunsttheorie mitgeprägt hat:

„…die beiden Begriffe Schönheit und Erhabenheit machen ein realistisches Werk zu einem Werk der Kunst.…“

Diese Kunsttheorie findet man, wie Erich Haenel aussagt (Wahrheitskünder, Schönheitssucher), in vielen Werken Georg Jahns wieder.
Nach 40-jährigem erfolgreichen künstlerischen Schaffen, in dem er über 350 Radierungen schuf, verstarb er 1940 in seinem Haus am Kotzschweg 20, in Loschwitz und wurde in seiner Geburtsstadt Meißen auf dem Friedhof St. Wolfgang beigesetzt. Die Grabstelle ist erhalten.
Jahn war u. a. 1938 und 1939 auf der Großen Deutschen Kunstausstellung in München und 1940 auf der Ausstellung des Dresdner Künstlerbunds „Erste Ausstellung Kriegsjahr 1940“ in Dresden vertreten.

## Einzelausstellungen
- 1929: Dresden, Sächsischer Kunstverein „Georg Jahn zum 60. Geburtstag“ Sonderausstellung
- 1939: Dresden, Sächsischer Kunstverein „Georg Jahn zum 70. Geburtstag“ Sonderausstellung
- 1941: Dresden, Staatliches Kupferstichkabinett „Der Dresdner Radierer Georg Jahn“ Gedächtnisausstellung
- 1941: Dresden, Sächsischer Kunstverein „Georg Jahn“ Gedächtnisausstellung
- 2006: Burg Mylau, „Georg Jahn – ein vergessener Künstler“ Kabinettausstellung
- 2010: Freital, Schloss Burgk „Georg Jahn und die Dresdner Kunst um 1900“ Sonderausstellung
- 2011: Glauchau, Schloss Hinterglauchau, „Atelierbesuch“ Der Dresdner Radierer Georg Jahn und der Kunstsammler Paul Geipel, Ausstellung im Schlosskabinett 21. Mai bis 23. Oktober 2011